# Dendroceros
Dendroceros là một chi rêu trong họ Dendrocerotaceae.